# Équipe de Suisse de hockey sur glace au Championnat du monde junior 2010
 (janvier 2025).
L'équipe de Suisse junior de hockey sur glace termine à la 4e place de Championnat du monde junior de hockey sur glace 2010.

## Contexte
Le championnat du monde junior des moins de 20 ans 2010 est disputé entre le 26 décembre 2009 et le 5 janvier 2010 à Saskatoon au Canada.

## Alignement

### Joueurs
| Numéro | Nom                 | Position  | Date de naissance | Équipe                   | PJ | B | A | Pts | PUN | Participation |
| ------ | ------------------- | --------- | ----------------- | ------------------------ | -- | - | - | --- | --- | ------------- |
| 2      | Luca Camperchioli   | Défenseur | 22 janvier 1991   | GCK Lions                | 7  | 0 | 0 | 0   | 6   | 1re           |
| 3      | Nicolas Gay         | Attaquant | 15 avril 1990     | HC Bâle                  | 7  | 0 | 0 | 0   | 0   | 1re           |
| 4      | Patrick Geering     | Défenseur | 12 février 1990   | ZSC Lions                | 7  | 0 | 5 | 5   | 2   | 3e            |
| 5      | Luca Sbisa (C)      | Défenseur | 30 janvier 1990   | Hurricanes de Lethbridge | 2  | 0 | 0 | 0   | 0   | 2e            |
| 7      | Lukas Stoop         | Défenseur | 1er mars 1990     | HC Davos                 | 7  | 0 | 2 | 2   | 8   | 3e            |
| 8      | Sven Ryser          | Attaquant | 2 juillet 1990    | GCK Lions                | 7  | 0 | 2 | 2   | 4   | 1re           |
| 9      | Reto Schäppi        | Attaquant | 27 janvier 1991   | GCK Lions                | 7  | 0 | 2 | 2   | 4   | 2e            |
| 10     | Tristan Scherwey    | Attaquant | 7 mai 1991        | CP Berne                 | 7  | 1 | 2 | 3   | 8   | 1re           |
| 15     | Jeffrey Füglister   | Attaquant | 15 janvier 1990   | Kloten Flyers            | 7  | 2 | 2 | 4   | 33  | 2e            |
| 16     | Benjamin Antonietti | Attaquant | 7 juillet 1991    | Genève-Servette HC       | 7  | 1 | 1 | 2   | 4   | 1re           |
| 17     | Tim Weber           | Attaquant | 6 février 1990    | MODO hockey              | 7  | 1 | 0 | 1   | 2   | 1re           |
| 18     | Dominik Schlumpf    | Défenseur | 3 mars 1991       | Cataractes de Shawinigan | 7  | 1 | 1 | 2   | 6   | 1re           |
| 19     | Ryan McGregor       | Attaquant | 13 mars 1991      | GCK Lions                | 7  | 1 | 1 | 2   | 6   | 1re           |
| 21     | Mauro Jörg          | Attaquant | 29 avril 1990     | HC Lugano                | 7  | 3 | 1 | 4   | 4   | 2e            |
| 22     | Nino Niederreiter   | Attaquant | 8 septembre 1992  | Winter Hawks de Portland | 7  | 6 | 4 | 10  | 10  | 1re           |
| 23     | Michael Loichat     | Défenseur | 31 mai 1990       | EV Zoug                  | 7  | 2 | 1 | 3   | 0   | 1re           |
| 26     | Pascal Marolf       | Attaquant | 25 octobre 1990   | HC Bâle                  | 7  | 0 | 2 | 2   | 0   | 1re           |
| 27     | Roman Josi          | Défenseur | 1er juin 1990     | CP Berne                 | 3  | 1 | 2 | 3   | 0   | 3e            |
| 28     | Jannik Fischer      | Défenseur | 29 juin 1990      | EV Zoug                  | 7  | 0 | 0 | 0   | 2   | 1re           |
| 32     | Ramon Untersander   | Défenseur | 21 janvier 1991   | HC Davos                 | 7  | 0 | 0 | 0   | 2   | 1re           |

| Numéro | Nom               | Date de naissance | Équipe            | PJ | V | D | MIN | BC | MOY  | BL | A | Pts | PUN | Participation |
| ------ | ----------------- | ----------------- | ----------------- | -- | - | - | --- | -- | ---- | -- | - | --- | --- | ------------- |
| 1      | Benjamin Conz     | 13 septembre 1991 | SC Langnau Tigers | 7  | 3 | 4 | 428 | 34 | 4,76 | 0  | 0 | 0   | 2   | 1re           |
| 30     | Matthias Mischler | 21 mars 1990      | CP Berne          | 1  | 0 | 0 | 1   | 0  | 0,00 | 0  | 0 | 0   | 0   | 1re           |

| Poste                | Nom            | Date de naissance | Nationalité |
| -------------------- | -------------- | ----------------- | ----------- |
| Entraîneur-chef      | Jakob Kölliker | 21 juillet 1953   | Suisse      |
| Assistant entraîneur | Alex Reinhard  | 23 mars 1974      | Suisse      |

#### Résultats
- Classement final au terme du tournoi[2] : 4e place
- Benjamin Conz et Nino Niederreiter sont nommés sur l'équipe d'étoiles du tournoi[3]
- Benjamin Conz est nommé meilleur gardien de but du tournoi[4]